# Гарсиа Эспиноса, Хулио
Ху́лио Гарси́а Эспино́са (исп. Julio García Espinosa; 5 сентября 1926, Гавана, Куба — 14 апреля 2016, там же) — кубинский кинорежиссёр, сценарист и продюсер.

## Биография
В 1951—1954 годах учился в Экспериментальном киноцентре (Рим). Начинал как ассистент режиссёра (1953, «Лёгкие годы», Луиджи Дзампа и др.). Вернувшись на Кубу, стал руководителем секции кино в обществе «Нуэстро Тьемпо» (исп. Nuestro tiempo) и организовал режиссёрские курсы в Гаване. До 1959 года был членом Комитета по организации подпольных спектаклей. Позже стал руководителем отдела искусств Повстанческой армии. В 1959 году стал одним из организаторов ИКАИКа, вице-президентом которого был до 1976 года. С 1976 года — заместитель министра культуры Кубы. Автор книг и статей, посвящённых теории и практике кинематографа.

## Избранная фильмография

### Режиссёр
- 1955 — Эль Мегано / El mégano (в соавторстве с Томасом Гутьерресом Алеа)
- 1959 — / Esta tierra nuestra
- 1959 — Куба танцует / Cuba baila
- 1962 — Молодой повстанец / El joven rebelde
- 1967 — Приключения Хуана Кинкина / Las aventuras de Juan Quin Quin
- 1978 — / De cierta manera
- 1978 — Они есть или их нет / Son o no son
- 1989 — / La inútil muerte de mi socio Manolo
- 1993 — / El plano
- 1994 — Королева и король / Reina y Rey
- 1998 — / Enredando sombras

### Сценарист
- 1959 — / Esta tierra nuestra
- 1962 — Молодой повстанец / El joven rebelde
- 1966 — / El huésped
- 1967 — Приключения Хуана Кинкина / Las aventuras de Juan Quin Quin
- 1968 — Лусия / Lucía
- 1969 — Первый бой мачете / La primera carga al machete
- 1971 — Дни воды / Los días del agua
- 1974 — Хирон / Giron
- 1975 — Битва за Чили: Часть первая / La batalla de Chile: La lucha de un pueblo sin armas — Primera part…
- 1975 — Другой Франсиско / El otro Francisco
- 1976 — Битва за Чили: Часть вторая / La batalla de Chile: La lucha de un pueblo sin armas — Segunda part…
- 1978 — / De cierta manera
- 1989 — / La inútil muerte de mi socio Manolo
- 1994 — Король и королева / Reina y Rey
- 2006 — / ZA 05. Lo viejo y lo nuevo

### Продюсер
- 1967 — Приключения Хуана Кинкина / Las aventuras de Juan Quin Quin

## Награды
- 1961 — Приз Кинофестиваля в Карловых Варах («Молодой повстанец»)
- 1967 — номинация на Главный приз V Московского международного кинофестиваля («Приключения Хуана Кинкина»)